# Nchifor Valery
Nchifor Valery, né en 1989 à Bamenda est un acteur camerounais. Il est connu pour le film Obsession, pour lequel il remporte le prix du meilleur acteur masculin au ZAFAA Award 2011 organisé à Londres. Il remporte également le prix du meilleur acteur masculin dans un rôle principal au Red Feather Award 2017,,,,.
Il joue des rôles variés tels que celui du mari violent, du déséquilibré mental et de l'énigmatique otage. Récemment, il ajoute également celui de producteur à ses multiples talents. LFC met en lumière cette figure du cinéma camerounais.

## Biographie

### Naissance et études
Nchifor Valery naît en 1989 à Bamenda dans la région du Nord-Ouest du Cameroun. Il obtient un B.Ed en éducation à l'université de Buéa.

### Carrière
Nchifor Valery commence sa carrière en tant qu'acteur de télévision à Buéa, dans le film Leather Gangsters, sorti en 2006. En 2012, il est nommé meilleur acteur dans un rôle de soutien, ce qui lui vaut un autre prix dans cette catégorie lors de l'édition 2012 des Cameroon Movie Merit Awards (CMMA).

## Filmographie
- 2017 : Un homme pour le week-end
- 2011 : Obsession
- Leather Gangsters
- Expression[8]
- 2017 : Breach or trust[6]